# Giovanni de’ Bardi
Giovanni de’ Bardi (ur. 5 lutego 1534, zm. we wrześniu 1612) – hrabia Vernio, krytyk literacki, pisarz, kompozytor oraz żołnierz.

## Życiorys
Urodził się we Florencji. Otrzymał bardzo dobre wykształcenie klasyczne, był biegły w języku łacińskim oraz greckim. Uczył się również kompozycji muzyki. Swoje wcześniejsze lata życia spędził jako żołnierz, walczył u boku Wielkiego Księcia Toskanii - Cosima I de’ Mediciego podczas wojny ze Sieną, później podczas oblężenia Malty. Po walkach na Malcie, już jako kapitan wspierał Maksymiliana II w walce z Turkami na Węgrzech. Kiedy nie zajmował się walką, wspierał artystów i muzyków we Florencji. Był również praktykującym kompozytorem, jednak do dzisiejszych czasów zachowało się jedynie kilka madrygałów jego autorstwa.
Swoją sławę zawdzięcza założeniu Cameraty de’ Bardi skupiającej artystów, literatów, muzyków oraz intelektualistów, której celem było wskrzeszenie tragedii teatru starogreckiego.
Zmuszony do wyjazdu do Rzymu w 1592 roku, powierzył opiekę nad cameratą Jacopowi Corsiemu, który zmienił jej nazwę na Camerata florencka.